# Богданов, Пётр Фёдорович (врач)
Пётр Фёдорович Богданов (1853—1923) — врач-уролог, профессор Московского университета.

## Биография
Окончил медицинский факультет Московского университета (1880). Работал земским врачом в Рязанской губернии.
Переехал в Москву (1893) и поступил ординатором в клинику, руководимую Ф. И. Синициным, где проработал 30 лет (1892—1923). Окончив ординатуру, остался при клинике в качестве ассистента. Занимался вопросами поражения суставов при гонорее. Защитил докторскую диссертацию (1904) «О перелойных артропатиях», в которой доказал связь между гонореей и заболеванием суставов. После защиты диссертации получил должность приват-доцента по кафедре хирургической патологии Московского университета и начал читать курс «О расстройствах половых функций». Эти лекции привлекали широкую студенческую аудиторию.
В 1918 получил должность профессора и был назначен директором урологической клиники. Инициатор создания и первый председатель Московского общества урологов.
Из научных работ П. Ф. Богданова следует отметить «О простатических камнях», «Острое задержание мочи», «Учение о функциях предстательной железы», «Принципы лечения острой гонореи», «Заболевания предстательной железы по данным урологической клиники за 20 лет».
Умер 25 июля 1923 года. Похоронен на Ваганьковском кладбище (24 уч.).